# Ispettorato nazionale per la sicurezza nucleare e la radioprotezione
L'Ispettorato nazionale per la sicurezza nucleare e la radioprotezione (in acronimo, ISIN) è l'autorità italiana di controllo in materia di sicurezza nucleare e di radioprotezione. 
L'ISIN è stato istituito con il decreto legislativo n. 45 del 4 marzo 2014, pubblicato in Gazzetta ufficiale il 26 marzo 2014 che recepisce la direttiva 2011/70/EURATOM, volta ad istituire un quadro comunitario per la gestione responsabile e sicura del combustibile nucleare esaurito e dei rifiuti radioattivi. 
Organi dell'ISIN sono il Direttore ed una Consulta di tre esperti (di cui uno con funzioni di coordinamento organizzativo all'interno della medesima). Sia il Direttore che la Consulta durano in carica sette anni non rinnovabili e vengono nominati con decreto del Presidente della Repubblica, previa deliberazione del Consiglio dei ministri (da adottarsi su proposta del Ministro dell'ambiente e della tutela del territorio e del mare, di concerto con il Ministro dello sviluppo economico) ed una volta che su tale deliberazione siano stati acquisiti i pareri favorevoli delle Commissioni parlamentari competenti (VIII Ambiente e X Attività produttive per la Camera dei deputati, 10ª - Industria, commercio, turismo e 13ª - Territorio, ambiente, beni ambientali per il Senato della Repubblica). Entro 90 giorni dalla data della sua nomina, il Direttore dell'ISIN elabora una bozza di regolamento sull'organizzazione ed il funzionamento dell'Ispettorato, e lo trasmette al Ministro dell'ambiente e della tutela del territorio e del mare ed al Ministro dello sviluppo economico affinché formulino entro 30 giorni le proprie osservazioni. 
Il personale tecnico dell'ISIN è composto da un massimo di 60 unità di provata competenza nelle specifiche aree di pertinenza dell'Ispettorato, ed è costituito dall'organico del Dipartimento nucleare, rischio tecnologico e industriale dell'ISPRA e da altro personale proveniente dall'ISPRA e da altre pubbliche amministrazioni ed enti di ricerca. Fino all'entrata in vigore del regolamento dell'ISIN, le funzioni di autorità in materia di sicurezza nucleare e radioprotezione continuano ad essere svolte dal Dipartimento nucleare, rischio tecnologico e industriale dell'ISPRA. Il personale di tale Dipartimento è trasferito all'ISIN a far data dall'approvazione del regolamento. 
Su proposta del Ministro dell’ambiente e della tutela del territorio e del mare Gian Luca Galletti, nel 2016 è stato nominato direttore Maurizio Pernice. 
Questo è l'ultimo di una serie di passaggi che iniziano con la Direzione sicurezza nucleare e protezione sanitaria (DISP), prima all'interno del CNEN (Comitato nazionale per l'energia nucleare) e poi dal 1982 all'interno dell'ENEA (Comitato nazionale per la ricerca e lo sviluppo dell'energia nucleare e delle energie alternative), e proseguono nel 1994 con la creazione dell'ANPA (Agenzia nazionale per la protezione dell'ambiente), quindi nel 2002 con l'APAT (Agenzia per la protezione dell'ambiente e per i servizi tecnici) ed infine nel 2008 con l'ISPRA (Istituto superiore per la protezione e la ricerca ambientale). Non va peraltro dimenticato il tentativo abortito dell'Agenzia per la sicurezza nucleare, nata nel 2009 con il Governo Berlusconi IV ed abolita dal Governo Monti nel 2011, mai operativa, che prevedeva il trasferimento di 50 unità dall'organico del Dipartimento nucleare, rischio tecnologico e industriale dell'ISPRA e di altre 50 unità dall'organico dell'ENEA e di sue società partecipate.